# Селчіуа
Селчіуа (рум. Sălciua) — комуна у повіті Алба в Румунії. До складу комуни входять такі села (дані про населення за 2002 рік):
- Валя-Ларге (142 особи)
- Думешть (81 особа)
- Дялу-Каселор (113 осіб)
- Селчіуа-де-Жос (684 особи) — адміністративний центр комуни
- Селчіуа-де-Сус (585 осіб)
- Суб-П'ятре (180 осіб)

Комуна розташована на відстані 301 км на північний захід від Бухареста, 37 км на північ від Алба-Юлії, 44 км на південь від Клуж-Напоки.

## Населення
За даними перепису населення 2002 року у комуні проживали 1785 осіб.
Національний склад населення комуни:
| Національність | Кількість осіб | Відсоток |
| -------------- | -------------- | -------- |
| румуни         | 1780           | 99,7%    |
| угорці         | 3              | 0,2%     |
| цигани         | 2              | 0,1%     |

Рідною мовою назвали:
| Мова      | Кількість осіб | Відсоток |
| --------- | -------------- | -------- |
| румунська | 1783           | 99,9%    |
| угорська  | 2              | 0,1%     |

Склад населення комуни за віросповіданням:
| Релігія            | Кількість осіб | Відсоток |
| ------------------ | -------------- | -------- |
| православні        | 1753           | 98,2%    |
| греко-католики     | 16             | 0,9%     |
| римо-католики      | 2              | 0,1%     |
| атеїсти            | 1              | 0,1%     |
| не вказали релігію | 1              | 0,1%     |

## Зовнішні посилання
- Дані про комуну Селчуа на сайті Ghidul Primăriilor